# ロブ・クリング
ロブ・クリング（Rob Kling、1944年8月 - 2003年5月15日）は、インディアナ大学の図書館情報学部 (the School of Library and Information Science, SLIS) で情報システムと情報学の教授、コンピュータ科学の兼任教授 (Adjunct Professor) を務めた、アメリカ合衆国の学者。インディアナ大学では、学際的な性格をもった社会情報学センター (Center for Social Informatics, CSI) の代表を務めた。クリングは、コンピュータの使用に関わる諸現象の社会的分析の創始に関わった重要な人物のひとりと考えられており、社会情報学研究において主導的な役割を果たした専門家であった。

## 経歴
クリングは、ニュージャージー州北部で生まれ育った。1965年にコロンビア大学を卒業し、1966年にスタンフォード大学に移り、以降1971年にかけて、スタンフォード研究所で人工知能の開発に従事した。1970年にウィスコンシン大学マディソン校で、コンピュータ科学の教員となり、1973年にカリフォルニア大学アーバイン校に転じて、1996年にインディアナ大学に移った。
クリングは生前から様々な栄誉を受けていたが、特に、1983年に情報処理国際連合 (IFIP) から授与された功労賞である Silver Core Award、1987年にブリュッセル自由大学から授与された名誉博士号、そして、アメリカ国立科学財団の役職を、誇りとしていたと伝えられる。
クリングの死後、インディアナ大学の社会情報学センターは、ロブ・クリング社会情報学センター (Rob Kling Center for Social Informatics) と改称した。クリングが長く編集を担当した学術誌『The Information Society』は、2007年に発行した23巻4号を「Special Issue: The Legacy of Rob Kling: Social Informatics as a Research Discipline」と題した特集号とした。

## おもな著書
クリングは、共著書、共編著のほか、85本以上の論文を公刊していたとされる。詳細は業績目録は、上記の『The Information Society』特集号に収録されている。
日本語で読める論文としては、E・ブラインジョルフソン、B・カヒン (Brian Kahin) 編（室田泰弘、平崎誠司 訳）『ディジタル・エコノミーを制する知恵 (Understanding Digital Economy)』所収のロバータ・ラム (Roberta Lamb) との共著論文「ディジタル・エコノミーにおけるITと組織変革 (Change in Digital Economies: A Sociotechnical Approach)」がある。

### 共著
- （ James N. Danziger、William H. Dutton、Kenneth L. Kraemer との共著）Computers and Politics: High Technology in American Local Governments. Columbia University Press, 1982

### 共編著
- （ Spencer C. Olin、マーク・ポスターとの共編）PostSuburban California: The Transformation of Postwar Orange County. University of California Press, 1990
- （Charles Dunlop との共編）Computerization and Controversy: Value Conflicts and Social Choices. Academic Press, 1991
  - 大幅な内容の変更があった1996年刊の第2版は、クリングが単独で編者となっている。
- （James H. Gray、Sasha Barab との共編）Designing for Virtual Communities in the Service of Learning. Cambridge University Press, 2003